# Víctor Emilio Granados Calvo
Víctor Emilio Granados Calvo (San José, 16 de julio de 1965) es un abogado, político y escritor costarricense. 
Diputado del período 2010-2014, ocupó la Presidencia de la Asamblea Legislativa de Costa Rica en el período 2012-2013. 
Trabajo también en el Concejo Municipal del Distrito de Paquera en Puntarenas en el año 2015 junto a su intendente el señor Alcides González Ordóñez, Granados trabajo como suplente de la Viceintendenta Sídney Sánchez Ordóñez por un período de 7 meses. 
Durante su gestión como diputado, impulsó la ley de tránsito, la reforma al artículo 70 de la ley de jubilaciones y pensiones del Magisterio Nacional, la nueva base imponible a los terrenos de uso agropecuario, la ley de vida silvestre (primera ley de iniciativa popular en la historia del país) así como varias reformas que permiten al Estado cobrar más y de mejor manera los impuestos Durante su mandato como Presidente de la Asamblea Legislativa, Granados anuló la no reelección del Magistrado de la Sala Constitucional Fernando Cruz Castro. En el campo administrativo, a Granados le correspondió parte de la gestión del nuevo edificio de la Asamblea Legislativa mediante un fideicomiso con el Banco de Costa Rica. Formó parte de las comisiones de Ambiente, Nombramientos, Hacendarios, Jurídicos y presidió las comisiones que investigaron el tema de las concesiones y el financimianto de los partidos políticos.

## Biografía
Nació en San José, el 16 de julio de 1965. Cursó los estudios primarios en la Escuela Juan Rudín de Barrio Los Ángeles y los secundarios en el Liceo de Costa Rica. Está casado con Ingrid Madrigal Morera y tiene dos hijos de nombre Rebecca y Santiago. Se licenció en Derecho en la Universidad Cristiana del Sur (la cual fue cerrada por fraude en el año 2018 por el CONESUP) y tiene estudios en ciencia sociales de la Universidad Nacional Autónoma.
Es miembro fundador del Partido Accesibilidad Sin Exclusión junto a Óscar López Arias de quien fue asesor legislativo. De dicho partido fue coordinador de campaña y secretario general.
Fue condenado a ocho años de prisión que cumplió por haber estafado al Banco de Costa Rica en 1992 lo que generó la noticia en medios internacionales de un exconvicto que presidirá el Congreso de Costa Rica. Fue declarado uno de los personajes del año 2012 por el periódico La Nación por su nombramiento como Presidente de la Asamblea Legislativa.
En 2022, la Fiscalía Adjunta de Probidad, Transparencia y Anticorrupción solicitó una pena de 24 años de prisión para el exdiputado, por cuatro presuntos cargos de delitos contra la función pública durante el ejercicio de su cargo como diputado.

Procesos penales
Estuvo en la cárcel a inicios de los años 2000, luego de ser encontrado culpable de estafar a un banco del Estado.
En 1992 Granados recibió una pena de 8 años de cárcel, tras ser parte de una banda que hacía depósitos inexistentes en una cuenta bancaria.
Sin embargo, las apelaciones, revisiones de sentencia y demás hicieron que el exlegislador cayera en prisión en el inicio de este milenio.
Aunque la sentencia fue de 8 años, solo estuvo 24 meses tras las rejas, ya que le dieron el beneficio de libertad por su buena conducta.
En septiembre de 2022, el Tribunal Penal del Segundo Circuito Judicial de San José condenó a 19 años de cárcel al expresidente de la Asamblea Legislativa, Víctor Emilio Granados por ejecutar nombramientos ilegales en el periodo 2006-2010. También fueron los exdiputados del Partido Accesibilidad Sin Exclusión (PASE), Martín Monestel y Rita Chaves (ex-esposa de Oscar López Arias, fundador del partido PASE) a 11 y 7 años de prisión respectivamente.
Los exlegisladores fueron encontrados culpables de los delitos de estafa, peculado e influencia contra la hacienda pública.
Según la hipótesis del Ministerio Público que acreditó el Tribunal, los imputados sustrajeron dinero de las arcas del Estado mediante nombramientos en sus despachos de personas que nunca llegaron a trabajar al Congreso.
Los jueces también admitieron una acción civil por ₡329 millones por concepto de daño social y material al Estado costarricense.